# Glomeremus kilimandjaricus
Glomeremus kilimandjaricus är en insektsart som först beskrevs av Sjöstedt 1909.  Glomeremus kilimandjaricus ingår i släktet Glomeremus och familjen Gryllacrididae. Inga underarter finns listade i Catalogue of Life.